# Åke Edwardson
Åke Edwardson, folkbokförd Karl Åke Peter Edvardsson, född 10 mars 1953 i Tranås i Jönköpings län,, är en svensk deckarförfattare och journalist. Han var tidigare lärare på Journalisthögskolan i Göteborg.

## Biografi
Åke Edwardson, som är uppvuxen i Sävsjö och Vrigstad, har en bakgrund som maskinsnickare. Han har senare arbetat som pressofficer för FN i Mellanöstern och som journalist. Han medverkade 1994 i läroboken Göra tidning. Senare har han skrivit bland annat reseskildringen Ove Allansson – sjöfararen som inte går i land (1996).
År 2009 fick han utmattningstinnitus och gick in i väggen, varvid han lät sin huvudperson, kommissarie Winter, få samma sjukdom.
Åke Edwardson är sedan 1977 gift med Rita Lejtzén Edwardson, född 1952. De har två döttrar, födda 1978 respektive 1982.

### Författarskap
Edwardson debuterade som skönlitterär författare 1995 och fick Svenska Deckarakademins debutantpris för Till allt som varit dött. I Dans med en ängel (1997) introducerades kriminalkommissarie Erik Winter som huvudperson. Denna roman tilldelades även Svenska Deckarakademins stora pris som 1997 års bästa svenska kriminalroman. 
Edwardsons kriminalromaner utspelar sig till stor del i Göteborgsmiljö, men vissa scener är hämtade från trakterna kring Sävsjö och Vrigstad. 
Böckerna om Erik Winter har blivit TV-deckare med Johan Gry som kommissarie Winter. 
I slutet av Den sista vintern (2008) fick Edwardson läsarna att tro att Winter drunknade i en swimmingpool i Spanien och blev tvungen att tillskriva ett extra kapitel i pocketversionen. Senare har han skrivit fler böcker om Winter, men på den fjortonde boken anges "Erik Winters sista fall".
Dessutom har Edwardson skrivit andra skönlitterära böcker, inklusive flera ungdomsböcker.

### Erik Winter-serien
1. 1997 – Dans med en ängel
2. 1998 – Rop från långt avstånd
3. 1999 – Sol och skugga
4. 2000 – Låt det aldrig ta slut
5. 2001 – Himlen är en plats på jorden
6. 2002 – Segel av sten
7. 2005 – Rum nummer 10
8. 2006 – Vänaste land
9. 2007 – Nästan död man
10. 2008 – Den sista vintern
11. 2012 – Hus vid världens ände
12. 2013 – Marconi Park
13. 2021 – Det trettonde fallet[12]
14. 2025 – Den smutsiga floden

### Övriga romaner och noveller
- 1995 – Till allt som varit dött
- 1996 – Gå ut min själ
- 1999 – Genomresa
- 2003 – Jukebox
- 2004 – Winterland (noveller)
- 2005 – Samurajsommar (ungdomsbok)
- 2006 – Drakmånad (ungdomsbok)
- 2010 – Svalorna flyger så högt att ingen längre kan se dem[11]
- 2011 – Möt mig i Estepona
- 2016 – Vintermörker: samlade spänningshistorier
- 2019 – Det blir ingen dans ikväll (novell)[13]
- 2019 – Bungalow
- 2024 – Treblinka Comedy Club

## Priser och utmärkelser
- 1995 – Debutant-diplomet för Till allt som varit dött
- 1997 – Bästa svenska kriminalroman för Dans med en ängel
- 1999 – Landsbygdens författarstipendium
- 1999 – Nöjesguidens pris bästa läsning
- 2000 – Wettergrens Bokollon
- 2001 – Göteborgs Stads författarstipendium
- 2001 – Bästa svenska kriminalroman för Himlen är en plats på jorden
- 2003 – Årets författare (SKTF)
- 2004 – Radio Bremen Krimipreis
- 2005 – BMF-Barnboksplaketten för Samurajsommar